# سوني سيمونز
سوني سيمونز (بالإنجليزية: Sonny Simmons)‏ هو عازف جاز أمريكي، ولد في 4 أغسطس 1933 في صقلية آيلاند في الولايات المتحدة.

## وصلات خارجية
- سوني سيمونز على موقع IMDb (الإنجليزية)
- سوني سيمونز على موقع ميوزك برينز (الإنجليزية)
- سوني سيمونز على موقع أول ميوزيك (الإنجليزية)
- سوني سيمونز على موقع ديسكوغز (الإنجليزية)